# Let there be light
Let There Be Light (en español, Que se haga la luz) es una película documental estadounidense de 1946 dirigida por John Huston al término de la Segunda Guerra Mundial por encargo del Ejército de los Estados Unidos.
Rodado en el Hospital Militar Mason en Long Island, Nueva York, y narrado por el padre del director, Walter Huston, el documental sigue a un grupo de soldados con traumas de guerra desde el día de su llegada hasta que son dados de alta. El ejército se negó a su distribución y hasta 1980 no se exhibió comercialmente.

## Antecedentes
Durante la Segunda Guerra Mundial, el Ejército estadounidense pretendía utilizar el cine como un medio para justificar la necesidad de la guerra y convencer a sus soldados de que luchaban por una causa justa. El antecedente más importante de este tipo de propaganda había sido la alemana El triunfo de la voluntad (1934), de Leni Riefenstahl, que había producido efectos positivos en la moral de los soldados. Así, el gobierno estadounidense recurrió a directores de ficción ya consagrados en Hollywood, como Frank Capra, John Ford, William Wyler o Huston.
Este último realizó tres documentales sobre la guerra: The Battle of San Pietro, Report from The Aleutians y Let There Be Light. Proyectados juntos, los tres filmes de esta trilogía captan con toda precisión, respectivamente, los preparativos de la guerra, la lucha en el campo de batalla y sus efectos posteriores.
Con Let There Be Light el Ejército pretendía ofrecer una prueba de que las secuelas psíquicas de la guerra no imposibilitaban a los soldados para el desempeño de trabajos normales y que se podía alcanzar el objetivo de su recuperación física, mental y emocional en un periodo de seis a ocho semanas hasta que pudieran reintegrarse a su vida civil en las mismas condiciones en las que entraron en el Ejército.

## Argumento
El documental recoge el testimonio de doce soldados que cuentan sus traumas, casi todos relacionados con la muerte de algún compañero en el campo de batalla, el temor a perder la vida o la nostalgia de su hogar. Después, con más amplitud, se presentan los casos de otros tres soldados en su período de curación. El primero sufre una histeria que lo incapacita para andar por sí solo; mediante la hipnosis se conseguirá que recupere la movilidad. El segundo caso es el de un paciente con amnesia adquirida mientras luchaba. El tercero es un hombre que se ha vuelto tartamudo. La película recoge los procedimientos de terapia individual y de grupo a los que son sometidos.
El gran logro del documental es que convierte al espectador en testigo de los triunfos casi milagrosos sobre estos enfermos. Uno de esos momentos es cuando se logra que uno de los soldados vuelva a hablar. Pasan ocho semanas y a esos mismos hombres se les ve jugando un partido de béisbol perfectamente recuperados. Al término de su ingreso, les hacen una ceremonia en la que se les da el alta y son tratados como héroes. En el último plano de Let There Be Light se ve el autobús que transporta a los soldados ya recuperados hacia sus hogares y preparados para reincorporarse a la vida civil.

## Repercusión
El Ejército estadounidense se negó a la exhibición del documental, tal vez porque se mostraba la guerra demasiado cerca, con sus inevitables víctimas humanas. Según Huston, esa censura se debió también a que mostrar heridas físicas, héroes sin piernas ni brazos, resultaba más aceptable porque hablan del amor por la patria y destilan un cierto valor romántico, pero los hombres heridos mentalmente, cuyo espíritu ha sido destruido, son más difíciles de aceptar, y el Ejército deseaba mantener el mito del guerrero que regresa fortalecido de la experiencia.
En 1980, tras las enérgicas presiones del Presidente de la Asociación de Cinematografía de los Estados Unidos y del productor Ray Stark, entre otros, se consiguió que Let There Be Light se exhibiera en los circuitos comerciales.